# Сельское поселение имени Воровского
Се́льское поселе́ние им. Воровского — муниципальное образование в Мензелинском районе Татарстана Российской Федерации.
Административный центр — посёлок Совхоза имени Воровского.

## История
Статус и границы сельского поселения установлены Законом Республики Татарстан от 31 января 2005 года № 50-ЗРТ «Об установлении границ территорий и статусе муниципального образования "Мензелинский муниципальный район" и муниципальных образований в его составе».

## Население
| 2010 | 2011 | 2012 | 2013 | 2014 | 2015 | 2016 |
| ---- | ---- | ---- | ---- | ---- | ---- | ---- |
| 556  | ↘552 | ↘544 | ↘527 | ↘512 | ↘503 | ↘481 |
| 2017 | 2018 |      |      |      |      |      |
| ↘477 | ↘463 |      |      |      |      |      |

## Состав сельского поселения
| № | Населённый пункт         | Тип населённого пункта          | Население |
| - | ------------------------ | ------------------------------- | --------- |
| 1 | Совхоза имени Воровского | посёлок, административный центр |           |
| 2 | Сарсаз-Горы              | село                            |           |